# БМ-21 Град
БМ-21 ракетни лансер (рус. БМ-21 Град) је совјетски мобилни вишецевни бацач ракета калибра 122 mm, који испаљује ракете М-21ОФ развијене раних 60-тих година. БМ је скраћеница од рус. боевая машина, или у преводу „борбено возило”. Познат је под надимком „град”. По кодификацији НАТО, означава се као M1964. Неколико земаља је копирало и на основу њега развијало сличне системе.

## Опис
Пољски ракетни систем М21 на лансирном возилу МБ21, односно вишецевни бацач ракета калибра 122 mm уврштен је у наоружање Црвене армије 1963. уместо застарелог 140 милиметарског система БМ-14. Лансирно возило се састоји од камионске шасије УРАЛ-375Д 6 x 6 на коју је монтирано 40 лансирних цевних уређаја правоугаоног облика, који се приликом дејствовања окрећу у страну да би се спречила оштећења незаштићене кабине. Возило покреће водено хлађени мотор V8 јачине 180 коњских снага, који на путу развија максималну брзину од 75 km на час. Радијус кретања на путевима износи 750 km, а може да савлада удубљења дубине до 1,5 метар. Оригинално возило заједно са пратећом опремом (укључујући возило за пуњење 9T254 са 60 ракета) носи службену ознаку Руске главне ракетне управе 9K51. Лансер носи сопствену индустријску ознаку 2B5. Од 1976 год. БМ-21 се уграђује на нови камион УРАЛ-4320 са погоном 6 x 6.
Трочлана посада може разместити систем и припремити га за дејство у року од 3 минута. Посада може лансирати ракете директно из кабине или са одстојања од возила, помоћу ручног окидача који се налази на крају кабла дужине 64 метара. Свих 40 ракета може бити испаљено за нешто мање од 20 секунди, али могу бити испаљиване и појединачно или у мањим групама у интервалима од неколико секунди. Панорамски телескоп ПГ-1M са К-1 колиматором се може користити за нишањење. БМ-21 се може може склопити и припремити за покрет за свега 2 минута, у случају да буде угрожен од противничке ватре. Пуњење се врши ручно у року од 10 минута.
Свака од 2,87 метара дугачких ракета споро ротира кроз своју олучену цев све до њеног излаза, а након изласка из цеви се одржава на задатом правцу својим крилцима(стабилизаторима). Ракете могу носити високо експлозивне, запаљиве или хемијске бојеве главе, а дејствују на даљинама до двадесет километара. Нове високо експлозивне и теретне (задужене за достављање противтенковских мина) ракете имају домет од 30 km и већи. Маса бојеве главе износи 20 кг зависно од типа.
Број ракета које свако возило може испалити на непријатељски циљ чини га веома ефективним, нарочито на кратким растојањима. Један батаљон од 18 лансера способан је да у једном плотуну сручи 720 ракета. Систем има нешто мању прецизност од класичне артиљерије, и не може бити коришћен у гађању циљева које треба погодити тачно у метар. Он се ослања на велики број пројектила којима засипа цело подручје што му омогућава сигуран погодак специфичних мета, чиме надокнађује своју непрецизност . Ипак због, свог муњевитог дејства за које испаљује комплетан плотун, БМ-21 се још увек сматра застрашујућим оружјем данашњице.

## Совјетски Савез
- БМ-21: Оригинална верзија позната је као БМ-21 лансирно возило. Лансирни уређај је монтиран на прилагођену камионску шасију Урал-375Д.
  - БМ-21-1:Лансирно возило је монтирано на камионској шасији Урал-4320.
  - 2Б17 или БМ-21-1: Унапређена верзија, први пут представљена 2003. Развијена је у фабрици Молотовилихински завод у граду Перму. Лансер је опремљен сателитским навигационим системом НАП СНС, аутоматским системом за контролу ватре АСУНО, системом за полагање АПП и у стању је да испаљује нову генерацију ракета домета 40 km. Носеће возило је Урал-43201.
- 9П138 "Град-1": на лакшој верзији има 36 цеви, монтираних на шасију 6 x 6 ЗИЛ-131. Возило са пратећом опремом ( ракетама, транспортером 9T450 и за допуну 9Ф380) се означава као комплекс 9K55. Модел 9П138 користи само ракете краћег домета од 15 km. На западу је познат под називом БM-21б или M1976.
- БM-21В "Град- В"(Ваздушно десантни), (НАТО класификација М1975) : Развијен за ваздушно десантне јединице 1969. Год. Шасија камиона ГАЗ-66Б са погоном 4 x 4, опремљена је са 12 цеви калибра 122 мм. Возило је довољно чврсто израђено како би могло да буде избачено током ваздушног десанта путем падобрана. Делови возила као што је платнени кров кабине могу се скинути или оборити надоле како би му се смањила величина током транспорта. Као и БМ-21, и БМ-21В има стабилизаторе тј. пнеуматске подизаче на задњем делу возила као ослонац који му пружа стабилност приликом паљбе. Лансирно возило има индустријски индекс 9П125.
- 9А51 "Прима": 50 цевни лансер постављен је на Урал 4320 шасији од пет тона. Возило је уз систем аутоматске контроле ватре опремљено и, транспортером муниције ТЗМ 9T232M и новим ракетама 9M53Ф и означава се као комплекс 9K59. Претпоставља се да су произведени у мањем броју.
- "Град-П Лаки преносни ракетни систем": Цео систем се састоји од 9П132 једноцевног ручно преносивог лансера(може бити напуњен и поново коришћен), 9M22M од 122 mm са високо експлозивним парчадним ракетама и са контролном таблом, за управљање ватром. Систем је развијен средином 1960-тих за потребе Северно Вијетнамских снага у рату против САД. Није уврштен у наоружање Црвене армије, али је био и популаран код паравојних формација и герилских снага.
- БМ-21ПД "Дамба" (Противдиверзиони): 40 цевни лансер монтиран на камионску шасију Урал-375Д или 43201. Развијен је ради заштите поморских база од подводних инфилтрација. Користи специјалну муницију ПРС-60 (Противдиверзиони Реактивни Снарјад). Возило заједно са транспортером муниције носи ознаку ДП-62 "Дамба".
- А-215 "Град-М" 22 цевна поморска верзија, која је у служби од 1978 године.

Варијанте овог ракетног система су биле у производњи у неколико земаља света међу којима су Кина, Чехословачка, Египат, Иран, Северна Кореја, Пољска и Румунија.

## Борбена употреба
Систем Град коришћен је у следећим војним сукобима:
- Вијетнамски рат
- Совјетски рат у Авганистану
- Либански грађански рат
- Анголски грађански рат
- Први чеченски рат
- Камбоџанско-вијетнамски рат
- Кинеско-вијетнамски рат
- Други чеченски рат
- Ирачко-ирански рат
- Рат у Јужној Осетији
- Камбоџанско-тајландски погранични сукоб 2008.
- Операција Сервал
- Западносахарски рат
- Рат на истоку Украјине

## Врсте пројектила
Оригиналне "Град" ракете имају домет од 20 km. А њихова прва модификација названа је "Г-М" којој је повећан домет до 27,5 km, док је друга модификација "Г-2000" додатно повећан домет на 40 km. Домет такође може да варира у зависности од типа бојеве главе.
|                | Порекло     | Врста муниције               | Минимални домет | Минимални домет | Максимални домет | Максимални домет | Дужина | Дужина         | Маса | Маса | Маса бојеве главе | Маса бојеве главе |
| метра          | Порекло     | Врста муниције               | миља            | метра           | миља             | метара           | фунти  | килограма      | lb   | кг   | лб                |                   |
| -------------- | ----------- | ---------------------------- | --------------- | --------------- | ---------------- | ---------------- | ------ | -------------- | ---- | ---- | ----------------- | ----------------- |
| 9М22У (М-21ОФ) | СССР/Русија | Парчадно- високо-експлоз     | 5.000           | 3,1             | 20.380           | 12,66            | 2,87   | 9 ft 5 in      | 66,6 | 147  | 18,4              | 41                |
| 9М28Ф          | СССР/Русија | Парчадно-високо-експлоз      | 1,500           | 0,000932        | 15,000           | 0,009321         | 2,27   | 7 ft 5 in      | 56,5 | 125  | 21,0              | 46,3              |
| 9М28К          | СССР/Русија | Против-тенк мина             |                 |                 | 13,400           | 0,008326         | 3,04   | 10 ft 0 in     | 57,7 | 127  | 22,8              | 50                |
| 9М43           | СССР/Русија | Димна                        |                 |                 | 20,000           | 0,012427         | 2,95   | 9 ft 8 in      | 66   | 146  | 20,2              | 45                |
| 9M217          | СССР/Русија | Против-тенк касетна          |                 |                 | 30,000           | 0,018641         | 3,04   | 10 ft 0 in     | 70   | 150  | 25                | 55                |
| 9М218          | СССР/Русија | Вис-екс-прот-тенк касетна    |                 |                 | 30,000           | 0,018641         | 3,04   | 10 ft 0 in     | 70   | 150  | 25                | 55                |
| 9M519          | СССР/Русија | Радиоометајућа               |                 |                 | 18,500           | 0,011495         | 3,04   | 10 ft 0 in     | 66   | 146  | 18,4              | 41                |
| 9M521          | СССР/Русија | Парчадно-високо-експлоз      |                 |                 | 40,000           | 0,024855         | 2,87   | 9 ft 5 in      | 66   | 146  | 21                | 46                |
| 9M522          | СССР/Русија | Парчадно-високо-експлоз      |                 |                 | 37,500           | 0,023301         | 3,04   | 10 ft 0 in     | 70   | 150  | 25                | 55                |
| ПРЦ-60         | СССР/Русија | Подводно пуњење (за БМ-21ПД) | 300             | 0,19            | 5,000            | 0,003107         | 2,75   | 9 ft 0 in      | 75,3 | 166  | 20                | 44                |
| Тип 90A        | Кина        | Парчадно-високо-експлоз      | 12,700          | 0,007891        | 32,700           | 0,020319         | 2,75   | 9 ft 0 in      |      |      | 18,3              | 40                |
| М21-ОФ-ФП      | Румунија    | Парчадно-високо-експлоз      | 5.000—6.000     | 3,1—3,7         | 20,400           | 0,012676         | 2,87   | 9 ft 5 in      | 65,4 | 144  | 6,35              | 14,0              |
| М21-ОФ-С       | Румунија    | Парчадно-високо-експлоз      | 1,000           | 0,000621        | 12,700           | 0,007891         | 1.927  | 6.322 ft 2 in  | 46,6 | 103  | 6,35              | 14,0              |
| Сакр-45А       | Египат      | АТ / АП касетна              |                 |                 | 42,000           | 0,026098         | 3.310  | 10.859 ft 7 in | 67,5 | 149  | 24,5              | 54                |
| Сакр-45Б       | Египат      | Парчадно-високо-експлоз      |                 |                 | 45,000           | 0,027962         | 2.900  | 9.514 ft 5 in  | 63,5 | 140  | 20,5              | 45                |

Такође постоје и запаљиве, хемијске, осветљавајуће и протвпешадијске мине.

## Корисници

### Тренутни корисници
- Авганистан
- Алжир 48
- Ангола 75
- Јерменија 47+44 у Нагорино Карбанаху
- Азербејџан 63
- Бангладеш КРЛ 122 Тип 90Б
- Белорусија БМ-21 и БМ-21А "Бел Град"
- Босна и Херцеговина 6
- Бугарска 192 активна и 200 у складиштима
- Буркина Фасо 10
- Бурунди 12
- Камбоџа 100
- Камерун 50
- Чад 4
- Обала Слоноваче 20
- Хрватска 64
- Куба 240
- Кипар 4
- Демократска Република Конго 6
- Џибути 12
- Еквадор 10
- Египат 85
- Еритреја 25
- Етиопија 10
- Грузија
- Грчка 116 РМ-70
- Мађарска 46
- Индија 150+
- Индонезија Н/А РМ-70 (користи морнарица)
- Иран 100+
- Ирак 55
- Казахстан 100
- Киргистан 21
- Либан 30- укључујући и неке БМ-11
- Либерија ?
- Либија 200+
- Мали 2
- Молдавија 14
- Монголија 130
- Мароко 36
- Мозамбик 5
- Мјанмар 30
- Намибија 4
- Никарагва 30
- Нигерија 10 БМ-21 Град, 25 AПР-21 и AПР-40
- Северна Кореја
- Пакистан 25
- Палестина Хамас и друге групације(укључујући иранске ракете домета 20 км и кинеске од 40 км системе Град)
- Перу 14
- Пољска 219
- Република Македонија 12
- Република Конго 6
- Румунија 352 АПР-40 (код 124 започето унапређење у ЛАРОМ)
- Русија 982, ракете којима рок истиче користе се за тренинге 9Ф839-1 Бобр. 2,500 (1,700 њих је у складиштима) према Милитари Балансу из 2012.
- Западна Сахара 10-15
- Србија 348
- Сомалија 19
- Сомалиленд 169
- Шри Ланка 5
- Сирија 270
- Таџикистан 10
- Танзанија 1?
- Тајланд 6 Тип 81 СПРЛ
- Туркменистан 56
- Украјина 400
- Узбекистан 36
- Венецуела 52
- Вијетнам 350
- Јемен 280, нису сви у поседу, неки су заробљени од стране Габала.
- Замбија 50
- Зимбабве 25